# Americká kobliha
Americká kobliha neboli donut [dounat], v angličtině též doughnut, je druh pečiva z kynutého těsta ve tvaru zploštělého prstence, velice podobný středoevropské koblize, na rozdíl od níž má však uprostřed otvor. Tepelně se upravuje smažením ve vysoké vrstvě oleje do tmavě zlaté barvy. Na rozdíl od středoevropské koblihy se však nedává sladká náplň dovnitř, ale na horní stranu, která se může posypat prakticky jakýmkoliv sladkým dochucovadlem od oříšků, pudinku až např. ke skořici. Existují však varianty, kdy je střed koblihy plněný – vanilkovým či čokoládovým krémem, pudinkem, marmeládou apod. Americké koblihy se rozšířily do různých zemí světa, v nichž se dnes vyskytují různé verze produktu.

## Historie a etymologie
Anglické pojmenování donut nejspíše pochází ze slovního spojení doughknots = „zauzlované těsto“, případně též doughnuts = „těsto s oříšky“.
Podle některých zdrojů pochází tento typ koblihy z Nizozemska 19. století, podle jiných již ze 17. století, přičemž do Ameriky měl být přivezen v souvislosti s jejím osidlováním. Americký odborník na židovskou kuchyni Gil Marks uvádí, že donutu vzdáleně podobná sladkost se nachází už v první tištěné kuchařce z roku 1485.
Ve Strání (nebo možná i jinde) existují tradiční fašankové koblihy, které mají tvar donutu. Dírku mají z důvodu napichování na rožeň (dřevěná hůlka).